# 日放
株式会社日放（にっぽう、英: NIPPO Co.,LTD.）は、テレビ番組の制作技術業務を行う技術プロダクションである。

## 会社概要

### 沿革
- 1965年（昭和40年）11月、資本金200万円にて日放サービス株式会社（本社:中央区宝町）を設立。
- 1970年（昭和45年）11月、日放サービス株式会社から株式会社日放に商号変更。
- 1972年（昭和47年）4月、資本金を1000万円に増資。
- 1973年（昭和48年）3月、株式会社日放より、株式会社クロステレビを分離独立。
- 1973年（昭和48年）4月、株式会社日放より、株式会社日放電子を分離独立。
- 1993年（平成5年）1月、本社を渋谷区千駄ヶ谷3-32-1へ移転。

### 役員、幹部
- 代表取締役社長 - 栗田　晋作
- 取締役 第一制作技術部担当 - 木村　元
- 取締役 第三制作技術部担当 - 安藤　康一
- 取締役 第三制作技術部担当 - 和田　修
- 取締役 経理部 担当 - 橋本　美千子

## 主な担当実績

### テレビ番組制作技術部門

#### スタジオ技術
（凡例）※：生放送番組、＊：収録番組

#### 中継制作技術
- tvkプロ野球中継 横浜DeNAベイスターズ熱烈LIVE（tvk）
- あっぱれ!KANAGAWA大行進（tvk）
- 坂上忍の勝たせてあげたいTV（日本テレビ）
- ダイナミックグローブ（日本テレビ）
- スポーツ中継・スローVTR技術（テレビ朝日、tvk）

#### ENG技術

##### 現在
- 遠くへ行きたい（読売テレビ・日本テレビ系）

##### 過去
- D-BOYS BE AMBITIOUS（テレビ東京）
- ザ!鉄腕!DASH!!「DASH村」（日本テレビ）
- ハイビジョン・ワールドツアー完璧MAP（BSフジ）
- ワールドビジネスサテライト特集コーナー（テレビ東京）
- たけしの健康エンターテインメント!みんなの家庭の医学（ABC朝日放送・テレビ朝日系）